# Frederick Askew Skuse
Frederick A. Askew Skuse (* um 1863; † 10. Juni 1896 in Sydney) war ein britisch-australischer Insektenkundler.

## Leben und Wirken

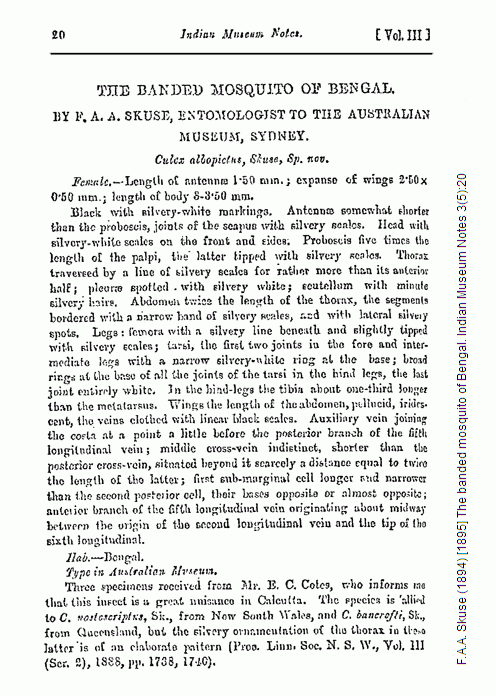
Skuses Erstbeschreibung der Asiatischen Tigermücke unter dem Namen Culex albopictus.

Frederick Arthur Askew Skuse studierte am Natural History Museum in London, bevor er 1886 nach Australien ging, um die australischen Zweiflügler zu bearbeiten. Im Jahre 1890 wurde er zum wissenschaftlichen Assistenten in der entomologischen Abteilung des Australian Museum befördert. Diese Position hatte er bis zu seinem frühen Tode inne. Unter anderem ist er der Erstbeschreiber der Asiatischen Tigermücke Aedes albopictus.

## Quelle
- Anthony Musgrave (1932). Bibliography of Australian Entomology, 1775-1930, with biographical notes on authors and collectors, Royal Zoological Society of New South Wales (Sydney): viii + 380.